# Entretiens (Gracq)
Pour les articles homonymes, voir Entretien.
Entretiens est un recueil d'entretiens avec Julien Gracq, publié en 2002. 
Le volume réédite plusieurs entretiens accordés entre 1970 et 2001 par l'un des écrivains les plus discrets du paysage littéraire français. Les thèmes abordés sont ses méthodes de travail, ses lectures, ses goûts littéraires.